# Duff House

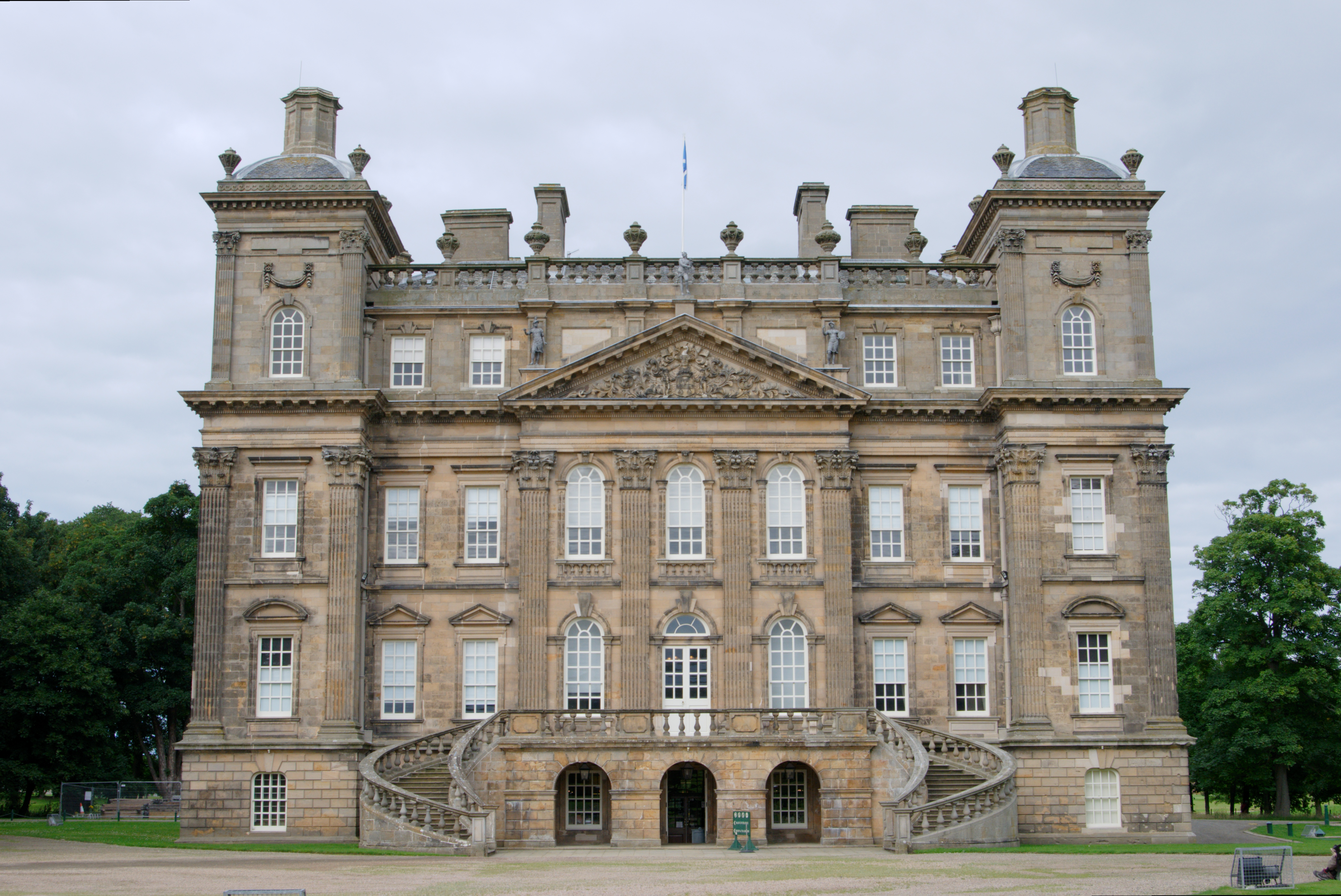
Duff House von Südwesten

Duff House ist ein im georgianischen Stil erbautes Schloss in der Nähe von Banff, Schottland.
Das Haus wurde von William Duff, Lord Braco, in Auftrag gegeben und unter der Leitung von William Adam errichtet. Der Grundstein dazu wurde am 11. Juni 1735 gelegt und das Hauptgebäude in seinen Grundzügen bis etwa 1740 erbaut. Jedoch zog sich der Innenausbau sowie die Fertigstellung des gesamten Ensembles bis in die 1760er Jahre hin, wobei der ursprüngliche Plan unvollendet blieb. Auch in diesem Zustand bildet Duff House den großartigsten Schlossneubau im frühen 18. Jahrhundert in Schottland.

## Erbauung

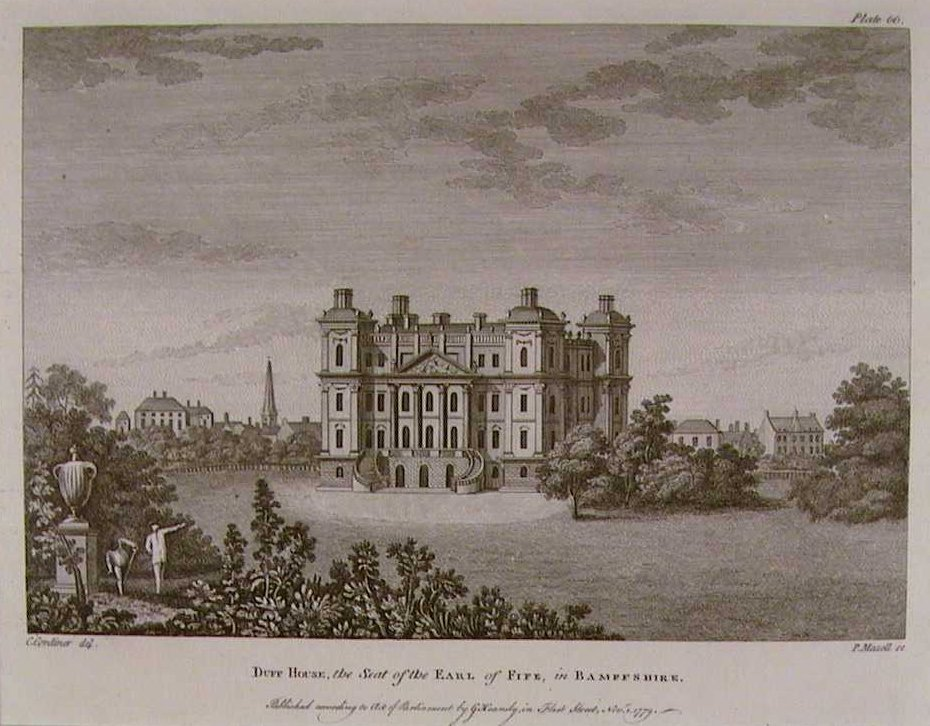
Duff House im Jahr 1779

Das Haus wurde für William Duff, Lord Braco und ab 1759 Earl of Fife, erbaut. Sein Vorhaben, in der Nähe der Stadt Banff/Aberdeenshire ein neues Schloss zu errichten, übergab er an William Adam, den seinerzeit führenden Architekten Schottlands. Auch wenn sich die ursprünglichen Plänen nicht erhalten haben, gibt ein Kupferstich für den Vitruvius Scoticus Aufschluss über den Entwurf, der jedoch nicht ausgeführt wurde. Dieser sah vor, den vierstöckigen Haupttrakt über zwei symmetrische Flügel mit Pavillons zu verbinden, ähnlich dem Entwurf für Hopetoun House. Das große Vermögen von Lord Braco erlaubte es ihm, einen völligen Neubau, anstatt wie ursprünglich geplant, nur den Umbau eines bestehenden Gebäudes zu veranlassen. Jedoch geriet er während des Baus in eine gerichtliche Auseinandersetzung mit seinem Architekten, die nicht nur den Bau verzögerten, sondern dazu führte, dass Lord Braco selbst nie in das Schloss einzog und als Rohbau stehen ließ.

## Entwurf
Das Haus präsentiert sich in seinem Mittelblock als Quader mit einer aufwendig gestalteten, klassizistischen Fassade. Besonders auffällig sind die korinthischen Säulenreihen im Zentrum der Süd- und Nordfront. An allen vier Ecken wird das Haus von Kuppeltürmen begrenzt. Auf diese Weise erinnert es an Castle Howard und Houghton House. Der Innenausbau orientiert sich am französischen Rokoko und ist aufwändig mit geschnitzten Vertäfelungen, Pilastern, Deckenzier aus Pappmaché und Schablonenmalerei ausgestattet.

## Geschichte
Nachdem Lord Braco nicht in Duff House einzog, scheint er es seinem ältesten Sohn, Lord MacDuff, übergeben zu haben, der es bis 1809 bewohnte. Die folgenden Earls of Fife lebten ebenso in Duff House, bis es der sechste Graf, der seit seiner Heirat mit Prinzessin Louise, der ältesten Tochter des späteren Edward VII., auch den Titel eines Duke of Fife trug, 1906 den Städten Banff und Macduff übergab. Seither diente es abwechselnd als Hotel, Sanatorium und Kriegsgefangenenlager. Nach dem Zweiten Weltkrieg wurde es schrittweise renoviert. Seit 1995 ist es Teil der National Galleries of Scotland. Dadurch sind im Haus wieder eine Gemäldesammlung mit Werken von El Greco, J. P. Cuyp, François Boucher und Allan Ramsays Mrs. Daniel Cunyngham sowie Möbel von Thomas Chippendale zu sehen.
Duff House wurde 1972 in die schottischen Denkmallisten in der höchsten Kategorie A aufgenommen. Die Außenanlagen wurden des Weiteren 1987 in das Inventory of Gardens and Designed Landscapes in Scotland aufgenommen.

### Kriegsgefangenenlager und Bombardierung
Duff House diente im Zweiten Weltkrieg zeitweise als Kriegsgefangenenlager und führte die Bezeichnung „Prisoner of War Camp No5“.
Am 22. Juli 1940 waren die Besatzungsangehörigen des in den westlichen Zugängen zum Englischen Kanal versenkten U-Boots U 26 praktisch einzige Insassen des Lagers. Ein Heinkel-He-111-Bomber der Luftwaffe erkannte anhand der Stacheldrahtverhaue und sonstiger Sicherungsmaßnahmen eine militärische Anlage. Da sich die He 111 auf dem Rückflug von einem erfolglos verlaufenen Einsatz befand, entschloss sich der Flugzeugführer, seine vier noch an Bord befindlichen Bomben auf das Duff House zu werfen. 6 deutsche U-Boot-Soldaten und 2 Soldaten der britischen Wachmannschaft fanden den Tod. Es handelte sich um den einzigen militärischen Zwischenfall in Großbritannien während des Zweiten Weltkriegs, bei dem Deutsche von Deutschen getötet wurden („friendly fire“).
Am 22. Juli 2018 wurde der Opfer der Bombardierung durch Enthüllung eines Gedenksteins im Park von Duff House gedacht. Im Rahmen der Andacht sprachen der stellvertretende Lord Lieutenant von Banffshire, Andrew Simpson, und der deutsche Generalkonsul aus Edinburgh, Jens-Peter Voss.